# Чёрная (приток Оредежа)
Чёрная, в верхнем течении Железенка, — река в России, протекает по территории Лужского района Ленинградской области. Вытекает из системы озер Вялье-Стречно. В среднем течении протекает через узкое озеро Чёрное, длиной около 2,5 км, после которого начинает называться рекой Чёрная. Устье реки находится в 7 км от устья Оредежа по правому берегу. Длина реки — 26 км, площадь водосборного бассейна — 223 км².
Протекает по болотистой местности и территории государственного природного заказника Мшинское болото.

## Данные водного реестра
По данным государственного водного реестра России относится к Балтийскому бассейновому округу, водохозяйственный участок реки — Луга. Относится к речному бассейну реки Нарва (российская часть бассейна).
Код объекта в государственном водном реестре — 01030000512102000026016.